# جان آی. جنکینز
جان آی. جنکینز (انگلیسی: John I. Jenkins؛ زادهٔ ۱۷ دسامبر ۱۹۵۳) رئیس دانشگاه نوتردام و کشیش کاتولیک مجمع صلیب مقدس است. جنکینز در سال ۲۰۰۴ از سوی هیئت امنای دانشگاه نتردام به ریاست آن انتخاب شد.